# Солодков, Леонид Михайлович
Леони́д Миха́йлович Солодко́в (род. 10 апреля 1958, Чернухино, Перевальский район, Луганская область) — офицер водолазно-спасательной службы, последний Герой Советского Союза (24 декабря 1991), капитан 2-го ранга (1994).

## Биография
Родился 10 апреля 1958 года в селе Чернухино Перевальского района Луганской области Украинской ССР. Русский. Детские годы провёл в городе Волжский Волгоградской области, где окончил 10 классов школы. В 1976 году окончил один курс Обнинского филиала Московского инженерно-физического института.
В Военно-Морском Флоте с августа 1976 года. В июне 1981 года окончил Высшее военно-морское инженерное училище имени Ф. Э. Дзержинского (город Ленинград), в ноябре 1981 года — 6-е Высшие офицерские классы ВМФ.
В 1981—1984 — командир водолазной группы спасательного судна «Зангезур», в 1984—1986 — помощник командира по спасательным работам спасательного судна «Зангезур» Черноморского флота. Руководил подготовкой экипажей подводных лодок по методам и способам спасения из аварийных подводных лодок в Алжире.
С мая 1986 года младший научный сотрудник — водолазный специалист Государственного научно-исследовательского института аварийно-спасательного дела, водолазных и глубоководных работ Министерства обороны СССР. Руководил и принимал активное участие в создании и испытании водолазной техники и снаряжения, в экспериментах по длительному пребыванию под повышенным давлением до 50 атмосфер с целью испытания новых технологий. Испытания с выполнением практических подводных работ позволили своевременно выявить недостатки снаряжения, разработать рекомендации по их устранению. Отработал под водой и в барокамере более 3 000 часов. По продолжительности пребывания на достигнутой глубине погружения (15 дней — на глубине 500 метров, 25 дней — на 450 метров) указанные эксперименты являются рекордными в России, а по объёму проведённых исследований не имеют аналогов в мире. Неоднократно оказывал действенную помощь специалистам флотов по освоению новой техники. Автор изобретений, публикаций по проблемам водолазного дела.
Указом Президента СССР № УП-3158 от 24 декабря 1991 года за успешное выполнение специального задания командования и проявленные при этом мужество и героизм капитану 3-го ранга Солодкову Леониду Михайловичу присвоено звание Героя Советского Союза с вручением ордена Ленина (№ 460776) и медали «Золотая Звезда» (№ 11664).
На следующий день Советский Союз прекратил своё существование, и Золотая Звезда была вручена Герою лишь 16 января 1992 года — через 22 дня после распада страны.
В июле 1994 года уволен в запас с присвоением звания капитан 2-го ранга. Живёт в городе Санкт-Петербург. Занимается общественной деятельностью.

## Награды
- Герой Советского Союза (№ 11664; 24.12.1991);
- орден Ленина (24.12.1991);
- орден Красного Знамени (25.07.1990);
- медали.